# Orectognathus rostratus
Orectognathus rostratus é uma espécie de formiga do gênero Orectognathus, pertencente à subfamília Myrmicinae.